# Matthias von Lexer

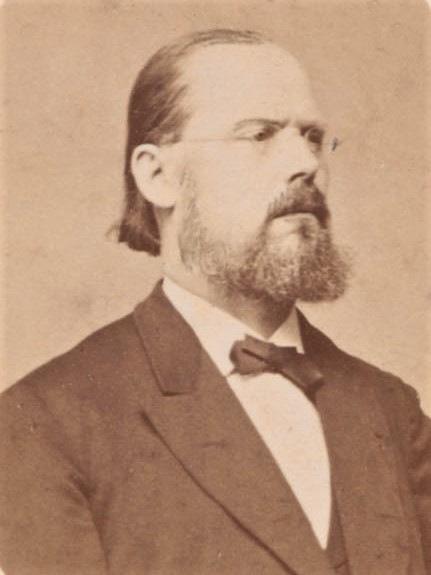
Matthias Lexer, 1879

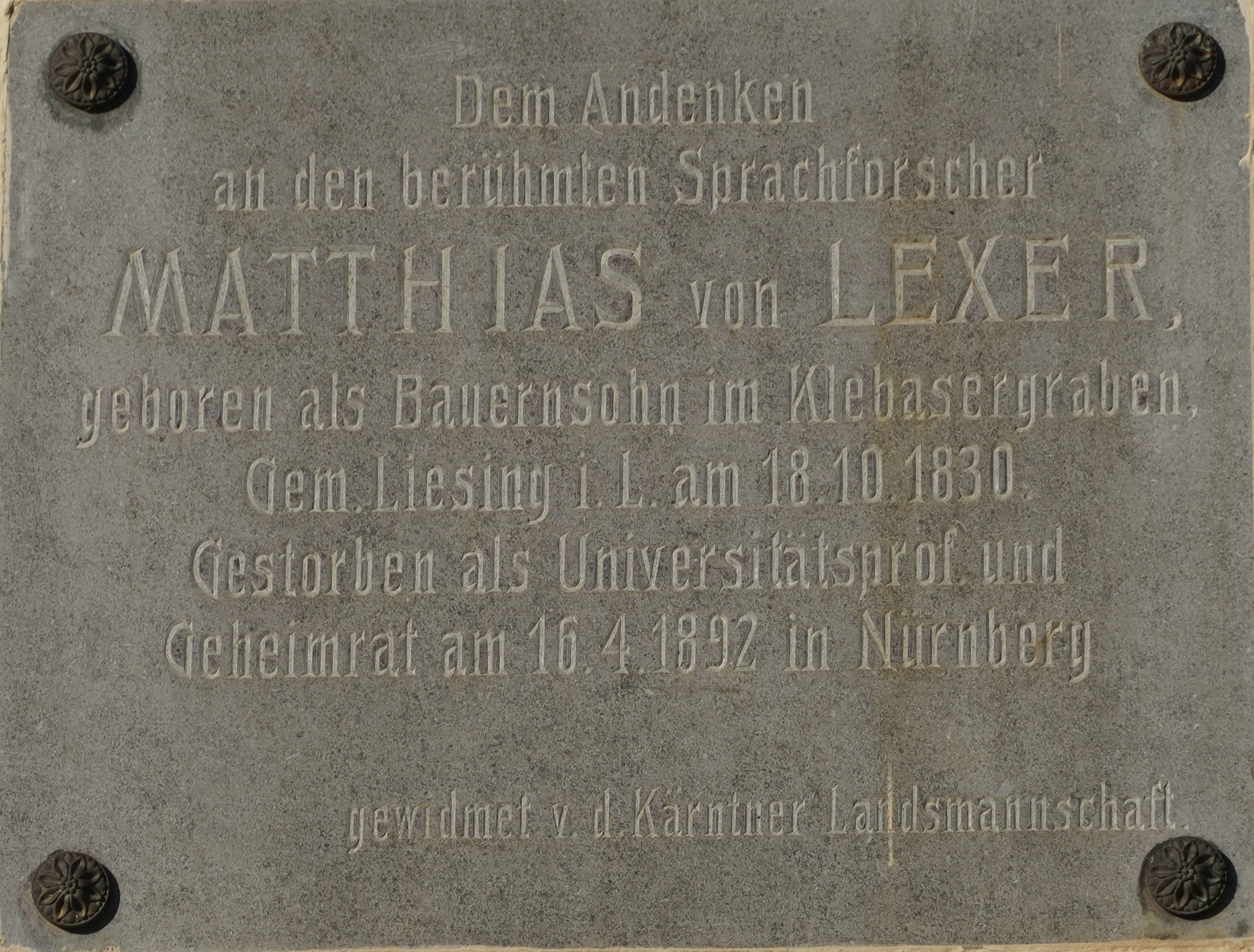
Tafel in Liesing, Haus Nr. 20, Matthias von Lexer (1830–1892)

Matthias Lexer, seit 1885 Ritter von Lexer (* 18. Oktober 1830 in Liesing im Lesachtal; † 16. April 1892 in Nürnberg) war ein österreichisch-bayerischer germanistischer Mediävist und Lexikograph. Er war Lehrstuhlinhaber und Professor der Germanistik in Würzburg.

## Leben
Nach einer Gymnasialausbildung, die er 1851 mit der Reifeprüfung abschloss, begann Matthias Lexer in Graz Rechtswissenschaften zu studieren. Nach kurzer Zeit wechselte er über zur Deutschen Philologie, in deren Rahmen er den dialektalen Wortschatz Kärntens zu untersuchen begann.
Zwischen 1855 und 1857 arbeitete Lexer als Aushilfslehrer am deutschen Gymnasium in Krakau und setzte danach in Berlin seine Ausbildung unter Lehrern wie etwa Franz Bopp, Moriz Haupt oder Karl Müllenhoff fort. In der Folgezeit war er bei einer ungarischen Fürstenfamilie als Hofmeister tätig. 1860 wurde er auf Empfehlung von dem Historiker Georg Waitz und dem Germanisten Viktor Müllenhoff philologischer Mitarbeiter bei dem erfolgreichen Editionsprojekt Die Chroniken der deutschen Städte, die unter Leitung des Erlanger Historikers Karl Hegel im Auftrag der Historischen Kommission bei der Bayerischen Akademie der Wissenschaften in München herausgegeben wurden. Im selben Jahr promovierte er mit Hilfe seines Arbeitgebers Karl Hegel an der Universität Erlangen unter Vorlage seines mittlerweile fertiggestellten Kärntischen Wörterbuchs. Lexers Forschungsarbeiten in dieser Zeit können in seinem umfangreichen Briefwechsel mit Karl Hegel nachvollzogen werden.
1863 schied er als wissenschaftlicher Mitarbeiter des Chroniken-Projektes, dem er aber in der Folgezeit durch Honorartätigkeiten weiter verbunden blieb, aus und begann, als außerordentlicher Professor an der Universität Freiburg im Breisgau zu arbeiten, 1868 nahm er eine ordentliche Professur der Universität Würzburg an, an der er zwei Jahre später auch in den Senat gewählt wurde. Sein Sohn, der spätere Chirurg Erich Lexer, wurde 1867 geboren. Sein Schwiegersohn war der Chirurg Fritz König.
Ab 1868 widmete sich Lexer der Erstellung seines Mittelhochdeutschen Handwörterbuchs, das 1878 in drei Bänden veröffentlicht wurde. 1879 erschien schließlich die erste Auflage seines Mittelhochdeutschen Taschenwörterbuchs, sechs Jahre später dessen dritte als Ausgabe letzter Hand.
In den Jahren zwischen 1881 und 1889 arbeitete Lexer an der Fortführung des Deutschen Wörterbuchs der Brüder Grimm mit, von 1882 bis 1886 edierte er außerdem die Baierische Chronik von Johannes Aventinus.
Matthias Lexer wurde 1885 mit dem Ritterkreuz des Verdienstordens der Bayerischen Krone ausgezeichnet und aufgrund der Ordensstatuten als Ritter von Lexer in den persönlichen Adelsstand erhoben. 1890 wurde er in den obersten Schulrat des Königreiches Bayern berufen.
Kurz nachdem Matthias von Lexer 1890 einem Ruf der Universität München gefolgt war, starb er am 16. April 1892 in Nürnberg an den Folgen einer schweren Lungenentzündung. Sein Leichnam wurde auf dem Nürnberger Johannisfriedhof beigesetzt. Die Grabstätte ist nicht erhalten.
Im Jahr 1971 wurde in Wien-Donaustadt (22. Bezirk) die Lexergasse nach ihm benannt, 2010 in Würzburg der Matthias-Lexer-Weg als Teil des neuen Fakultätsgeländes. Auch die Volksschule in seinem Geburtsort Liesing führt den Namen Dr. Matthias von Lexer – Volksschule.

## Schriften (Auswahl)
- Kärntisches Wörterbuch. 1862 (Digitalisat).
- als Hrsg.: Endres Tuchers Baumeisterbuch der Stadt Nürnberg (1464–1475). 1862; Neudruck 1968 (= Bibliothek des Literarischen Vereins. Band 64)-
- Mittelhochdeutsches Handwörterbuch. Zugleich als Supplement und alphabetischer Index zum Mittelhochdeutschen Wörterbuche von Benecke-Müller-Zarncke. 3 Bände und Nachtragsband. Leipzig (1869) 1872–1878; zahlreiche Nachdrucke: Hirzel, Stuttgart (1960, 1970, 1974, 1979, …) 1992 (besorgt von Kurt Gärtner), ISBN 3-7776-0488-7 und ISBN 3-7776-0487-9 (zum Online-Wörterbuch, Nachträge 1878).
- Mittelhochdeutsches Taschenwörterbuch in der Ausgabe letzter Hand. 1882, (2. Nachdruck der 3. Auflage von 1885, 1958 mit einem Nachtrag ergänzt; 23., überarbeitete Auflage, Leipzig 1943; 24. Auflage, mit Nachträgen von Ulrich Pretzel, Stuttgart 1974. 37. Auflage und unveränderter Nachdruck, mit Nachträge zum Mittelhochdeutschen Taschenwörterbuch, Neubearbeitung der 1. Auflage, unter Mithilfe von Dorothea Hannover und Rena Leppin, neubearbeitet von Ulrich Pretzel. Mit einem Vorwort von Erwin Koller, Werner Wegstein und Norbert Richard Wolf und einem biographischen Abriß von Horst Brunner. Hirzel, Stuttgart 1992, ISBN 3-7776-0494-1).